# La Sassa
La Sassa (o Sassa) è una frazione del comune italiano di Montecatini Val di Cecina, nella provincia di Pisa, in Toscana.

## Geografia fisica
Il borgo è situato alla sinistra dello Sterza, un affluente del fiume Cecina, sulle propaggini orientali del Poggio al Pruno, dalle quali si può ammirare anche un ampio tratto di mare, comprese alcune isole dell'Arcipelago Toscano.

### Clima
Dati:http://www.sir.toscana.it/
| La Sassa           | Gen  | Feb  | Mar  | Apr  | Mag  | Giu  | Lug  | Ago  | Set  | Ott  | Nov  | Dic  |
| ------------------ | ---- | ---- | ---- | ---- | ---- | ---- | ---- | ---- | ---- | ---- | ---- | ---- |
| T. max. media (°C) | 10,8 | 11,5 | 14,3 | 18,3 | 22,8 | 26,7 | 30,0 | 30,4 | 27,0 | 21,6 | 15,7 | 11,7 |
| T. min. media (°C) | 5,0  | 5,6  | 7,9  | 11,0 | 14,3 | 17,2 | 19,9 | 20,1 | 17,4 | 13,2 | 8,9  | 5,8  |

## Storia
Il primo documento che nomina il sito risale al 1128, quando Tebaldo, abate del monastero di San Pietro in Palazzuolo, presso Monteverdi Marittimo, richiese la restituzione, da parte di un certo Ansaldo, cui in precedenza erano stati dati in affitto, di alcuni terreni ubicati in corti e castelli della val di Cecina e della limitrofa val di Sterza, ove si trova Sassa. Il castello figura nel 1158 tra i possedimenti del vescovo di Massa Marittima, ma la questione non è ben chiara, dal momento che sul castello sembrano esercitare i diritti di signoria i monaci di Monteverdi ed alcune famiglie note successivamente nella documentazione scritta come Lambardi di Sassa, imparentati con i signori di Querceto, altro castello della zona. 
Le vicende del castello hanno seguito la storia di Volterra per tutti i secoli XIII e XIV fino al sacco perpetuato a danno della città nel 1472 per opera di Lorenzo il Magnifico. Il comune di Volterra, ad un certo punto, mirò a sostituirsi, nella gestione del territorio, al vescovo di Volterra, che fin dall'età di Carlo Magno aveva goduto di ampi privilegi con i quali aveva gettato la base e consolidato il proprio potere signorile nel territorio. Lo scontro tra comune e vescovo raggiunse livelli molto elevati, soprattutto quando a sedere sulla cattedra episcopale ci furono gli appartenenti alla famiglia dei Pannocchieschi. Una volta che il comune volterrano si rafforzò iniziò l'occupazione e l'annessione dei comunelli del territorio; tale sorte toccò pure alla Sassa, per la quale si ricordano ben quattro atti di sottomissione a vantaggio di Volterra: nel 1208, nel 1248, nel 1255 ed infine nel 1262, segno evidente della difficoltà da parte del comune di affermare in maniera definitiva la propria supremazia territoriale.

## Monumenti e luoghi d'interesse
- Chiesa di San Martino
- Oratorio del Redentore

## Società

### Tradizioni e folclore
Una leggenda collega la Sassa ai primi anni del Cristianesimo, quando nei boschi di Montalpruno sarebbe avvenuto l'incontro tra san Pietro e Cristo Redentore.
Presso il Botro della Canonica, in località "La Chiesa", dove oggi sono visibili alcune rovine parzialmente coperte dalla vegetazione, Pietro avrebbe trovato rifugio dalle persecuzioni dei Romani e lì gli sarebbe apparso il Signore al quale si sarebbe rivolto con la famosa frase "Quo vadis?". Ricevuto l'invito di seguirlo a Roma e di accettare il martirio, Pietro avrebbe lasciato questi luoghi dove, a conferma dell'incontro, sarebbe rimasta l'impronta del piede di Cristo su una pietra, al margine della strada.
La leggenda spiega il particolare culto per il Cristo Redentore che da secoli è radicato alla Sassa.